# Sayakhat
Sayakhat war eine kasachische Fluggesellschaft mit Sitz in Almaty.

## Geschichte
Die Fluggesellschaft wurde 1989 auf Basis der kasachischen Division von Aeroflot gegründet und nahm 1991 als erste private kasachische Airline ihren Flugbetrieb auf. 

## Flotte
Vor Betriebseinstellung bestand die Flotte der Sayakhat aus drei Flugzeugen:
- 3 Tupolev Tu-154M (davon 2 stillgelegt)